# Clinodiplosis iheringi
Clinodiplosis iheringi är en tvåvingeart som först beskrevs av Tavares 1925.  Clinodiplosis iheringi ingår i släktet Clinodiplosis och familjen gallmyggor. Inga underarter finns listade i Catalogue of Life.